# Victoria, Brașov
Victoria là một thị xã thuộc hạt Brașov, România. Dân số thời điểm năm 2002 là 9046 người.